# Epicadinus
Genre
Epicadinus est un genre d'araignées aranéomorphes de la famille des Thomisidae.

## Distribution
Les espèces de ce genre se rencontrent de l'Argentine au Mexique.

## Liste des espèces
Selon World Spider Catalog (version 19.5, 16/08/2018) :
- Epicadinus biocellatus Mello-Leitão, 1929
- Epicadinus spinipes (Blackwall, 1862)
- Epicadinus trispinosus (Taczanowski, 1872)
- Epicadinus villosus Mello-Leitão, 1929

## Publication originale
- Simon, 1895 : Histoire naturelle des araignées. Paris, vol. 1, p. 761-1084 (texte intégral).